# فایرکو (ویرجینیای غربی)
فایرکو (به انگلیسی: Fireco) یک منطقهٔ مسکونی در ایالات متحده آمریکا است که در شهرستان رالی، ویرجینیای غربی واقع شده‌است.